# 毛鞭冠鮟鱇
毛鞭冠鮟鱇（学名：Himantolophus crinitus）為輻鰭魚綱鮟鱇目棘茄魚亞目鞭冠鮟鱇科的其中一種，為深海魚類，分布於中東大西洋海域，棲息深度600-610公尺，體長可達8.3公分，生活習性不明，不具經濟價值。
其种加词“Crinitus”意为“多毛的”。